# Джерельное (Сватовский район)
Джере́льное (укр. Джерельне, до 2016 г. — Жовтне́вое) — село, относится к Сватовскому району Луганской области Украины.
Население по переписи 2001 года составляло 138 человек. Почтовый индекс — 92622. Телефонный код — 6471. Занимает площадь 1,67 км². Код КОАТУУ — 4424082005.

## Местный совет
92622, Луганская обл., Сватовский р-н, с. Коломийчиха, ул. Первомайская, 12